# Edyta Sobieraj
Edyta Sobieraj (ur. 13 lipca 1966 w Warszawie) – polska malarka, doktor habilitowany sztuki, profesor Wydziału Malarstwa Akademii Sztuk Pięknych im. Jana Matejki w Krakowie. Uprawia malarstwo, rysunek i litografię.

## Życiorys i twórczość
W latach 1973–1981 uczęszczała do Szkoły Podstawowej nr 205 w Warszawie, następnie w latach 1981–1985 do stołecznego VI Liceum Ogólnokształcącego im. Tadeusza Reytana, w którym uzyskała maturę (1985). W latach 1988–1990 studiowała na Wydziale Wychowania Plastycznego Wyższej Szkoły Pedagogicznej w Krakowie, a w latach 1990–1995 na Wydziale Malarstwa Akademii Sztuk Pięknych im. Jana Matejki w Krakowie, gdzie w 1995 obroniła z wyróżnieniem dyplom w pracowni Jana Szancenbacha.
W 1997 rozpoczęła pracę na Wydziale Malarstwa Akademii Sztuk Pięknych im. Jana Matejki w Krakowie w pracowni malarstwa Adama Brinckena. W 2009 uzyskała stopień naukowy doktora na podstawie rozprawy Wnętrze-Światło-Obecność, obronionej na Wydziale Malarstwa Akademii Sztuk Pięknych w Krakowie, a w 2020 habilitowała się tamże na podstawie cyklu czterech wystaw: „Memorabilia”, „Zasłona”, „Przechowalnia”, „Q;A”. Objęła w macierzystej uczelni stanowisko profesora.
Do 2019 była autorką 29 wystaw indywidualnych i uczestniczyła w 62 wystawach zbiorowych. Eksponowała swoje prace m.in. we Włoszech, w Niemczech, Austrii, Belgii, Francji, Grecji i Norwegii. Stale współpracuje z trzema norweskimi galeriami: w Tjøme, Oslo i Trondheim. Opublikowała album poświęcony swojej twórczości malarskiej (Edyta Sobieraj, Akademia Sztuk Pięknych im. Jana Matejki, Kraków 2018, ISBN 978-83-66054-44-8).